# Live at Dynamo (Nailbomb)
Live at Dynamo è un DVD del gruppo heavy metal statunitense Nailbomb, pubblicato il 9 maggio del 2005, a oltre 10 anni di distanza dallo scioglimento del gruppo. Il video è una registrazione del gruppo che suona al Dynamo Open Air del 1995, già pubblicato come album dal vivo il 24 ottobre, successivamente dopo il concerto.

## Tracce
1. Wasting Away – 3:06 (Alex Newport, Max Cavalera)
2. Guerrillas – 3:27 (Newport, Cavalera)
3. Cockroaches – 5:10 (Newport, Cavalera)
4. Vai Toma no Cú – 4:10 (Newport, Cavalera)
5. Sum Of Your Achievements – 2:52 (Newport, Cavalera)
6. Religious Cancer – 4:34 (Newport, Cavalera)
7. Police Truck – 3:11 (East Bay Ray, Jello Biafra) – originariamente interpretata dai Dead Kennedys
8. Exploitation – 2:09 (Andus Asylum) – originariamente interpretata dai Doom
9. World of Shit – 3:26 (Newport, Cavalera)
10. Blind and Lost – 2:09 (Newport, Cavalera)
11. Sick Life – 6:53 (Newport, Cavalera)

## Formazione

### Nailbomb
- Max Cavalera – voce, chitarra ritmica
- Alex Newport – voce, chitarra solista

### Personale aggiuntivo
- Rhys Fulber – tastiere, campionatore
- Richie Bujinowski – chitarre aggiuntive
- Dave Edwardson – basso sulle tracce 1–7, 9–11
- Scoot Doom – basso, voce sulla traccia 8
- Even Seinfield – basso sulla traccia 11
- Igor Cavalera – batteria sulle tracce 1, 2, 3, 10 e 11
- Barry Schneider – batteria sulle tracce 4, 5 e 6
- D.H. Peligro – batteria, voce aggiuntiva sulle tracce 7, 8 e 9